# Adrian Willaert
Adrian Willaert (kolem 1490?, Brugy – 7. prosince 1562, Benátky) byl vlámský hudební skladatel, zakladatel benátské hudební školy.

## Život
Narodil se kolem roku 1490, zřejmě v kraji západovlámského města Roeselare, jižně od Brugg.
Kolem roku 1510 se vydal do Paříže, kde začal studovat práva, avšak asi po čtyřech letech se rozhodl pro hudbu. Jeho učitelem byl Jean Mouton, člen královské kapely. Dne 8. července 1515 vstoupil do služeb kardinála Hypolita I. z Este v Římě. S ním zřejmě cestoval i na různá místa, včetně Uher, kde se kardinál v letech 1517–1519 zdržoval. V říjnu 1519 se Willaert v průvodu svého zaměstnavatele vrátil do Ferrary.
Po smrti kardinála Hypolita (1520) vstoupil do služeb vévody Alfonse I. Estenského. Roku 1522 zastával post v jeho dvorní kapele a zůstal zde až do roku 1525, kdy se dostává do služeb dalšího člena rodu d’Este – Ippolita II., Hypolitova synovce. Do roku 1527 zůstal členem jeho kapely. Dne 12. prosince téhož roku byl Willaert jmenován kapelníkem u sv. Marka v Benátkách. Ač byl Willaert původně odchovancem principů kontrapunktické kompozice, byl záhy ovlivněn tehdejším novým stylem pocházejícím z Florencie, který stavěl melodický prvek nad harmonický.
V letech 1542 a 1556 podnikl z rodinných důvodů cestu do Flander, kde zřejmě řešil problémy vzniklé po francouzské invazi do Nizozemska.
Willaert se značným dílem zasloužil o vznik madrigalu a dvojsborů. Byl také vynikající učitel. Mezi jeho žáky se řadili například skladatelé Cipriano de Rore, Constanzo Porta, Francesco della Viola († 1568), Gioseffo Guami či Andrea Gabrieli nebo hudební teoretici Nicola Vicentino a Gioseffo Zarlino. Willaert po sobě zanechal rozsáhlé dílo: 8 mší, přes 50 hymnů a žalmů, více než 150 motet, asi 60 šansonů, přes 70 madrigalů a mnoho instrumentálních kusů (ricercarů).
Zemřel 7. prosince 1562 v Benátkách.